# Austrian Standards Institute
Pour les articles homonymes, voir ASI.
Notes
Langue officielle : allemand et anglais
L' Austrian Standards Institute (anciennement allemand : Österreichisches Normungsinstitut), abrégé ASI, est un organisme de normalisation et membre de l'Organisation internationale de normalisation (ISO) pour l'Autriche. 

## Histoire
Son organisation prédécesseur, le Österreichischer Normenausschuss für Industrie und Gewerb (Comité autrichien des normes pour l'industrie et le commerce), a été fondée à la Première République d'Autriche le 23 septembre 1920, avec 13 comités principalement pour la mécanique et l'électrotechnique. La première norme a été publiée en 1921 pour le pas de vis métrique. En 1932, le nom du comité est raccourci à l'Österreichischer Normenausschuss (Comité autrichien des normes). Avec l'Anschluss autrichien à l'Allemagne nazie en 1938, elle est devenue une succursale de l'organisation allemande de normes allemandes (Deutsches Institut für Normung) (DIN), mais a repris ses activités dans son propre droit après la Seconde Guerre mondiale. Il est un membre fondateur de l'ISO en 1946.
La loi fédérale de 1954 sur la normalisation reconnaît les activités du comité et la loi, telle que modifiée, sert de base juridique. Le nom du comité autrichien des normes a été remplacé par l'Austrian Standards Institute  (Institut autrichien de normalisation) en 1969.
Le 1er mars 2006, l'Institut a publié la norme ONR 168000, utilisée pour calculer la valeur monétaire d'une marque.
L'Institut est situé à Heinestrasse 38, 1020 Vienne.